# Ed Motta

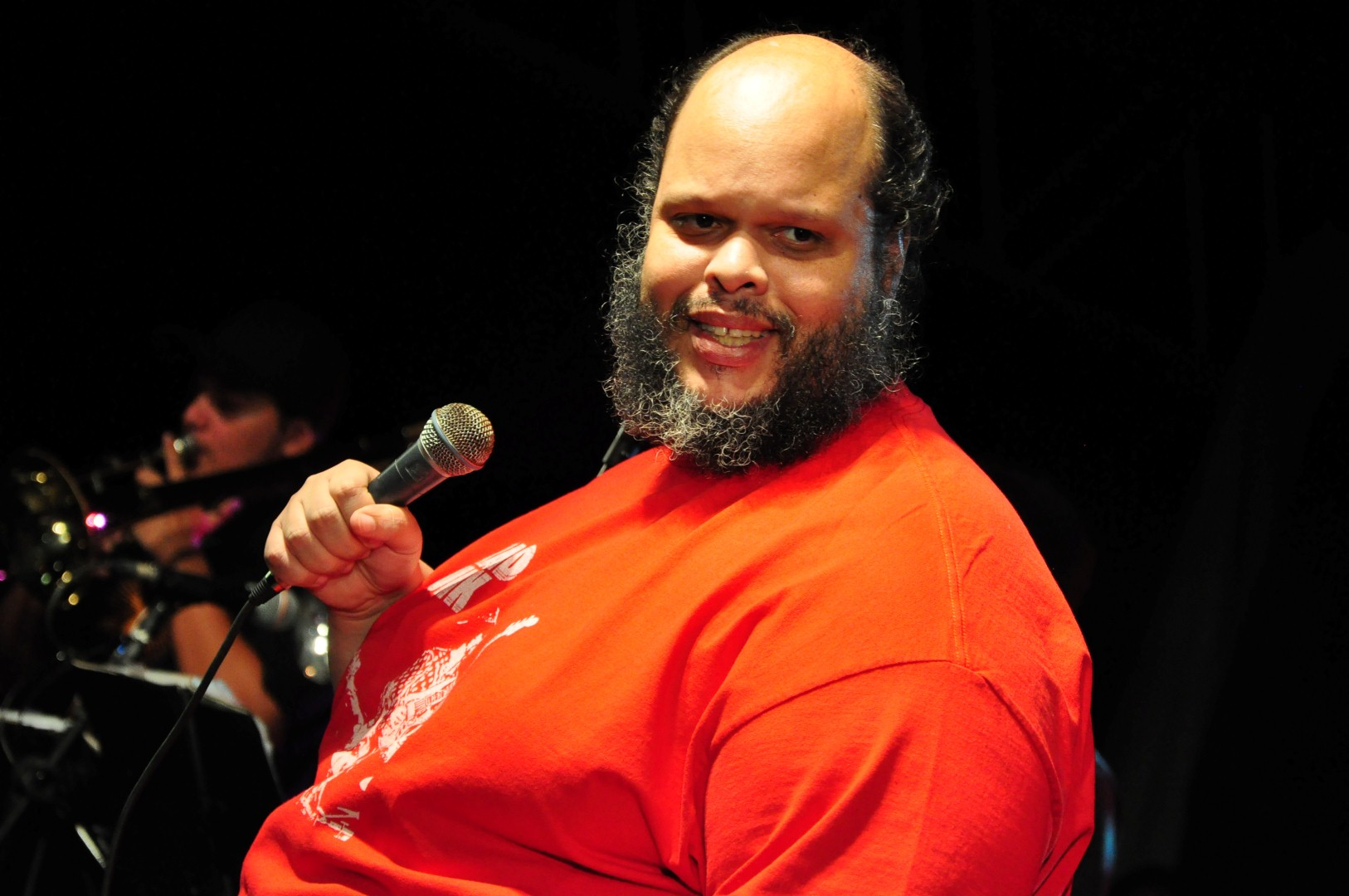
Ed Motta, 2012

Ed Motta (* 17. August 1971 in Rio de Janeiro, Brasilien; eigentlich Eduardo Motta) ist ein afrobrasilianischer Jazz-, Funk und Soul- sowie Bluessänger und Songwriter, der mit Anleihen an Rockmusik, Popmusik, Soul, Funk und brasilianischen Musikstilen einen eigenständigen Stil gestaltet hat.
Er ist der Neffe des bekannten brasilianischen Sängers Tim Maia. Er gehört mittlerweile zu den großen Stars der brasilianischen Popmusik.

## Leben

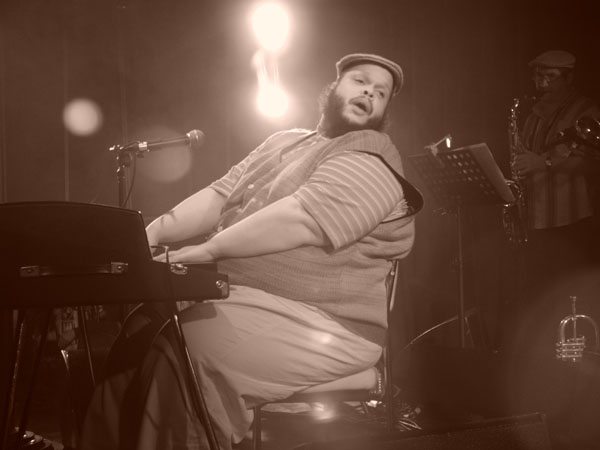
Ed Motta, 2007

In einem sehr musikalischen Haushalt wuchs der Junge auf, der mit Freunden aus der Nachbarschaft die Gruppe "Kabbalah" gründete und damit seine ersten Erfahrungen mit Musik machte. Später folgte der Wechsel zum Leadsänger der Gruppe "Conexião Japeri", wo ihm zwei Top-Hits in Brasilien 1988 gelangen: Manuel und Vamos Dançar. Die Gruppe diente sich dem Hardrockstil an. Seit 1990 ist er als Solo-Künstler tätig.
Es folgte ein Umzug Mitte der 1990er Jahre nach New York, wo er für ein Jahr lebte. Seine Texte sind meist portugiesisch, zum Teil aber auch in Englisch und vereinzelt in Spanisch geschrieben. 2006 wurde das Album Aystelum für den Latino-Grammy-Award nominiert. Sein Stil ist ein Mix aus vielen Musikstilen, die er zu eigenen und eigenwilligen Kompositionen zusammenstellt: Jazz, Bossa Nova, Rock, Pop, Soul, Blues, Funk. Auch Filmmusiken und Kompositionen für andere Künstler entstanden. Eine jeweilige Zusammenarbeit brachte ihn mit Musikern wie Bo Diddley und Roy Ayers, mit dem er im Central Park in New York spielte, zusammen. In Englisch entstanden Songs wie 1978, Smile oder Simple Guy. Das Album Chapter 9 entstand komplett in Englisch. 2023 veröffentlicht er sein vierzehntes Album Behind The Tea Chronicles auf dem deutschen MPS-Label.
Auftritte führten ihn bisher durch Städte in den USA, nach Argentinien (Buenos Aires), Japan, Paris und Rom. 2015 machte er eine Europa-Tournee, die ihn auch nach Deutschland brachte, u. a. nach Dortmund, Bremen, Hannover, Hamburg und in den Jazz Club Minden.
Ed Motta ist seit 1990 mit der Comic-Autorin und Komponistin Edna Lopes (* 23. September 1962 in Curitiba) verheiratet und lebt in Rio de Janeiro.

## Trivia
- Er hat eine riesige Plattensammlung mit rund 30.000 Exemplaren.
- Motta ist ausgewiesener Wein-, Tee- und Bierkenner, der oft zu diesen Themen befragt wird. Auch hat er ein enormes Wissen über Film- und Hochkultur.
- Sein Spitzname in Brasilien lautet: Der Koloss von Rio.

## Alben
- 1988: Conexião Japeri (WEA)
- 1992: Um Contrato Com Deus (WEA)
- 1992: Entre e Ouça (WEA)
- 1997: Manual Pratico Para Festas, Bailes E Afins, Vol.1 (Universal, BR: Gold)[3]
- 2000: As Segundas Intenções (Universal)
- 2002: Dwitza (Universal)
- 2003: Poptical (Trama)
- 2005: Aystelum (Trama)
- 2006: Ao Vivo (live) (Trama), zuerst 1993 aufgeführt
- 2008: Chapter 9 (Trama)
- 2013: AOR (Dwitza)
- 2016: Perpetual Gateways (Membran)
- 2018: Criterion of the Senses (Membran)
- 2023: Behind The Tea Chronicles (MPS)